# 미카와촌 (니가타현 히가시칸바라군)
미카와촌(三川村)은 니가타현 히가시칸바라군에 설치되었던 촌이다. 2005년 4월 1일, 가노세정, 쓰가와정, 가미카와촌, 미카와촌이 합병해 아가정이 성립으로 소멸했다..

## 지리
마을 중앙을 아가노 강이 서류하고, 니야강 등의 지류 유역을 그 정역으로 하고 있다.

## 역사
에도 시대는 아이즈 번령이었으며 폐번치현 이후에도 와카마쓰 현에 속했으나 1886년 니가타 현에 편입되었다.
- 1889년 4월 1일 - 정촌제 시행과 함께 히가시쿠비키군 미카와촌이 성립하였다.
- 1908년 9월 1일 - 쓰나기촌과 합병해 새로운 미카와촌이 성립하였다.
- 1955년 1월 15일 - 아가와촌의 일부, 게조촌이 분립 합병해 미카와촌이 신설되었다.
- 1969년 8월 29일 - 우에쓰 호우가 발생해 13명이 전파·유출, 사망·실종자가 발생하였다.
- 2005년 4월 1일 - 가노세정, 쓰가와정, 가미카와촌과 합병해 아가정이 성립해 소멸했다.

## 행정
- 촌장 : 간다 토시로(神田敏郎) (1997년 7월 3일부터)

## 인구
2004년 10월 1일 기준으로 미카와촌의 가구수는 1,365가구, 추계 인구는 4,082명이었다

## 교통

### 철도
- 동일본 여객철도 반에쓰사이선

### 도로
- 반에쓰 자동차도
- 국도 49호선 (국도 459호선) (중복)